# 마속
마속(馬謖, 190년 ~ 228년)은 중국 촉한의 장수로 자는 유상(幼常)이며 형주 양양군(襄陽郡) 의성현(宜城縣) 사람이다. 제갈량의 신임을 받았으나 가정 전투에서 참패하면서 제1차 북벌을 말아먹은 책임을 지고 죽었다. 여기서 '원칙을 위하여 자기가 아끼는 사람을 버린다'는 뜻의 읍참마속(泣斬馬謖)이 유래하였다.
배잠(裴潛)은 마속이 젊은 나이임에도 재능이 넘쳐 유비가 등용하였으며 이후 제갈량과 군략을 논할만큼 지략이 출중했다고 평했다.

## 생애

### 제갈량의 신임
형주종사(―從事)로서 유비를 따라 익주로 들어가 면죽현령(緜竹―), 성도현령, 월수태수(越巂, 越嶲―)를 역임하였다. 지혜와 기량이 뛰어나서 군략을 잘 논하므로 제갈량이 매우 아꼈다. 유비는 유언을 남길 때 마속을 중용하지 말라고 하였으나 제갈량은 개의치 않고 마속을 참군(參軍)으로 삼아 밤낮으로 전략을 상의하였다. 225년(건흥 3년) 제갈량이 남중을 정벌하려 하자 마속이 수십 리를 배웅하며 “그들은 멀고 험함을 의지하여 불복한 지 오래이니 일시적으로 무력으로 눌러봐야 다시 들고 일어날 것입니다. 그 마음을 얻으십시오.”라고 조언하였다. 그 조언대로 맹획을 용서하니 제갈량이 죽을 때까지 남방이 편안했다.

### 가정 전투
227년 제갈량이 제1차 북벌을 개시했다. 228년 제갈량은 조운과 등지가 위나라군 주력을 기곡(箕谷)으로 유인하는 동안 본대가 기산(祁山) 방면으로 나아가 옹주 서부를 접수하며 협격하려 하였다. 장수들은 노련한 위연이나 오의가 마땅히 선봉을 맡아야 한다고 주장했지만 제갈량은 마속으로 하여금 앞에서 대군을 통솔하게 하였다.
마속은 가정(街亭, 지금의 간쑤성 친안 현)에서 제갈량의 지시와는 다르게 물을 유념하지 않고 산으로 올라가 진을 쳤다. 기동조차 번거로웠기에 왕평이 거듭 말렸으나 무시했다. 이에 위나라 장수 장합이 물을 길어 나르는 길을 끊고 공격하니 마속이 크게 깨지고 달아났다. 오직 왕평만이 1,000명의 병력으로 북을 치며 대오를 유지하므로 장합이 매복을 염려하여 접근하지 않았다. 이 틈에 왕평이 여기저기 흩어진 군사를 조심스럽게 수합한 후 퇴각하였다.

### 읍참마속
제갈량은 가정 전투에서의 대패로 인해 한중으로 물러날 수밖에 없었고 이막(李邈)이 마속의 구명을 청했음에도 하옥되었다가 죽였다. 나이 39세였다. 마속은 아버지와 아들처럼 지내던 제갈량에게 자식을 부탁한다는 유서를 남겼다. 제갈량은 우는 장병들 앞에서 같이 눈물을 흘리며 친히 제사 지내고 그 자식을 돌보아 주었다. 참수했다는 서술은 없지만 여기서 읍참마속이 유래했으며 제갈량휘루참마속(諸葛亮揮淚斬馬謖)이라고도 한다.

## 평가
유비는 마속이 실속에 비해 말을 과장한다고 평가하였지만 고향에서부터 마량에 버금가는 능력을 인정받았고 제갈량의 신임을 사기도 하였다. 장완 역시 지모 있는 선비라고 평하며 죽은 것이 애석하다고 하였다. 제갈량은 눈물을 흘리며 법의 근엄함을 위해서 어쩔 수 없었다고 했지만 습착치는 ‘촉나라는 일개 궁벽한 나라로 인재가 위나라보다 적은데도 법을 위한답시고 보다 소중한 준걸을 죽였으니 대업을 이루기가 어려울 수밖에 없었다. 마속을 과대 평가했다면 선주의 경고를 어긴 것이고 그렇지 않다면 유익한 인재를 죽인 꼴이다. 마속의 재능과 그릇을 헤아려 임무를 부여해야 했다. 이로 본다면 제갈량을 지혜롭다고 말하기 어려울 것이다.’라고 마속을 높이면서 제갈량을 강하게 비판하였다.

## 삼국지연의
사서가 아닌 소설 《삼국지연의》에서는 제갈량의 남정 무렵에 상복을 입고 유선의 사자로 와서 형 마량의 죽음을 알린다. 그대로 합류하여 남정에 공을 세운다. 제1차 북벌을 개시하기 전 거짓 소문으로 사마의를 실각하게 한다. 이후 위나라군의 거듭된 참패로 인해 복직된 사마의가 가정으로 진군해오자 자원해서 ‘과실이 있으면 가문이 참수당하겠다’는 각서를 쓰고 막으러 간다. 왕평이 반대하는데도 ‘급로가 끊어지면 되레 아군이 죽기 살기로 싸울 것’이라며 산 위에 진을 쳤다가 크게 패하고 그 책임을 져 참수당한다.

## 가계
- 넷째 형 : 마량

## 관련 작품
- 《삼국》, 중국 CCTV, 2010년, 배우 : 정스밍(중국어 간체자: 郑仕明, 정체자: 鄭仕明, 정사명)

## 같이 보기
- 삼국지 인물 목록

## 참고 문헌
- 《삼국지》39권 촉서 제9 마량 제속
- 습착치, 《양양기》 ; 배송지 주석, 《삼국지》39권 촉서 제9 마량 제속에서 인용